# 内藤忠俊 (図書助)
内藤 忠俊（ないとう ただとし、生没年不詳）は、江戸幕府旗本。内藤右京進正成の長男。通称：新五郎、図書助。弟妹に内藤織部正正成、内藤正重室、鈴木伊直室、揖斐政景室。子に内藤正信室。

## 経歴
武蔵国栢間領第 3代領主。父の遺領5000石のうち、2000石を弟の織部正正成に分知する。書院番となるが、長年の不正を理由に寛永8年（1631年）2月4日に改易となる。のちに内藤正成（四郎左衛門）の三河以来の武功が評価され、忠俊の妹が内藤正重（外記）に嫁し名跡を継いだ。